# Barra dos Coqueiros
Barra dos Coqueiros là một đô thị thuộc bang Sergipe, Brasil. Đô thị này có diện tích 87,96 km², dân số năm 2007 là 19218 người, mật độ 218,49 người/km².